# Notospermus tricuspidatus
Notospermus tricuspidatus är en djurart som tillhör fylumet slemmaskar, och som först beskrevs av Jean René Constant Quoy och Joseph Paul Gaimard 1833.  Notospermus tricuspidatus ingår i släktet Notospermus, klassen Anopla, fylumet slemmaskar och riket djur.
Artens utbredningsområde är Mexikanska golfen. Inga underarter finns listade i Catalogue of Life.